# Edermünde
Edermünde är en kommun i Schwalm-Eder-Kreis i Regierungsbezirk Kassel i förbundslandet Hessen i Tyskland.
Kommunen bildades 31 december 1971 genom en sammanslagning av de tidigare kommunerna Grifte, Haldorf och Holzhausen am Hahn. Besse och Edermünde gick samman 1 januari 1974.